# Ytterharnäs
Ytterharnäs är en del av tätorten Skutskär och ligger i Gävle kommun i Gävleborgs län. SCB avgränsade bebyggelsen som en småort 1990, medan den 1995 växt samman med tätorten Skutskär (som till större del ligger i Älvkarleby kommun i Uppsala län, där Skutskär är centralort).